# Rahmat Abdullah
Rahmat Erwin Abdullah (* 13. Oktober 2000 in Makassar) ist ein indonesischer Gewichtheber.

## Karriere
Rahmat Abdullah wurde 2019 und 2020 Juniorenasienmeister in der Klasse bis 73 kg. Im Seniorenbereich konnte er 2019 bei den Südostasienspielen in der gleichen Klasse die Goldmedaille gewinnen. Im Jahr 2021 gewann er erneut Gold bei den Südostasienspielen in Hanoi und nahm zudem an den Olympischen Sommerspielen 2020, die aufgrund der COVID-19-Pandemie um ein Jahr verschoben werden mussten, teil. In der Klasse bis 73 kg gewann Abdullah die Bronzemedaille. Ende des Jahres folgten der Weltmeistertitel im Stoßen und Zweikampf. 2022 konnte er diese beiden Titel bei den Weltmeisterschaften in Bogotá verteidigen. Zudem sicherte sich Abdullah die Goldmedaille bei den Asienspiele in Hangzhou. Im Folgejahr gewann Abdullah bei den Weltmeisterschaften in Riad abermals Gold im Stoßen sowie Silber im Zweikampf. Bei den Südostasienspielen 2023 gewann Abdullah seine dritte Goldmedaille.